# Шарантон (футбольный клуб)
«Шаранто́н» (фр. CAP Charenton) — французский футбольный клуб из города Шарантон-ле-Пон, в департаменте Валь-де-Марн региона Иль-де-Франс. В настоящее время[какое?] выступает на любительском региональном уровне.

## История
«Шарантон» был основан в 1896 году на базе гимнастического клуба под названием «FC Paris». В 1906 году клуб был переименован в «Cercle Athlétique de Paris» (CAP). В 1920 году команда добилась самого громкого успеха — победы в Кубке Франции над «Гавром» со счетом 2:1. Через восемь лет «Шарантон» вновь выходит в финал кубка, однако в этот раз проигрывает 1:3 «Ред Стару».
В дебютном сезоне на профессиональном уровне в 1932 году клубу удается занять 5-е место в чемпионате. На следующий сезон клуб занимает последнее 20-е место и покидает Дивизион 1. Команда продолжает участвовать в соревнованиях на более низком уровне, пока в 1963 году не отказывается от профессионального статуса.
В 1964 году «Cercle Athlétique de Paris» объединяется с «Stade Olympique Charentonnais», получая новое имя — «Cercle Athlétique de Paris Charenton» («CAP Charenton»), но остается участвовать в соревнованиях на любительском региональном уровне и по сей день.

## Достижения
- Чемпионат Франции
  - 5-е место: 1932/33
- Кубок Франции
  - Обладатель: 1919/20
  - Финалист: 1927/28